# Tara Kirk
Tara Kirk (ur. 12 lipca 1982 w Bremerton) – amerykańska pływaczka, specjalizująca się głównie w stylu klasycznym.
Wicemistrzyni olimpijska z Aten w sztafecie 4 x 100 m stylem zmiennym (oprócz tego 6. miejsce na 100 m stylem klasycznym). 5-krotna medalistka mistrzostw świata z Montrealu i Melbourne, 7-krotna medalistka mistrzostw świata na krótkim basenie.
2-krotna medalistka Mistrzostw Pacyfiku z Jokohamy i Victorii. Mistrzyni Uniwersjady z Pekinu na 50 m stylem klasycznym.
Była rekordzistka świata na 100 m stylem klasycznym na basenie 25 m.